# Малая Самая
Малая Самая — река в Тугуро-Чумиканском районе Хабаровского края России. Левый приток Уды.
Длина реки — 29 км. Берёт начало на восточных склонах горы 1007 м (в 4 км к северу от горы Самая) на юго-восточных отрогах Майского хребта. Течёт в основном на юг по покрытой лесом долине, в устьевой части отклоняется на восток по старицам в пойме Уды. Впадает в Уду по левому берегу в 113 км от её устья и в 24 км к западу от села Удское.

## Данные водного реестра
По данным государственного водного реестра России относится к Амурскому бассейновому округу, речной бассейн реки Уда, речной подбассейн реки — нет, водохозяйственный участок реки — Уда.
Код объекта в государственном водном реестре — 20020000112119000162697.